# Tomás Guerrero Ortega
Tomás Guerrero Ortega (Madrid, 25 de setembre de 1913-Anhan, 1 de juny de 1997) va ser un militar i guerriller espanyol

## Biografia
Va néixer a Madrid el 25 de setembre de 1913. Ja proclamada la Segona República, va ingressar en l'exèrcit, on aconseguiria el rang de tinent; no obstant això, en 1935 seria processat per indisciplina i acabaria sent expulsat. En aquesta època va ingressar en el Partit Comunista d'Espanya (PCE).
Després de l'esclat de la Guerra civil es va unir a les milícies populars i més endavant s'integria en l'Exèrcit Popular de la República. Durant algun temps manaria el 115è batalló de la 29a Brigada Mixta i, posteriorment, el 131è batalló de la 33a Brigada Mixta. Va ostentar el rang de major de milícies. Al comandament del 131è batalló prendria part en l'campanya d'Aragó, en l'intent de detenir l'ofensiva franquista cap al Mediterrani. L'abril del 1938 seria designat comandant de l'acabada de crear 227a Brigada Mixta, unitat al capdavant de la qual va participar en la batalla de l'Ebre. Al començament de 1939 s'exiliaria a França al costat de les restes de l'exèrcit republicà.
En 1941, després d'haver contactat amb Evaristo Luis Fernández, es va unir als grups de republicans espanyols que actuaven dins de la resistència francesa. No obstant això, a causa de les seves activitats seria detingut per la policia de Vichy. Va ser reclòs al Camp de càstig de Vernet d'Arièja, on Guerrero, en qualitat de «responsables militar», organitzaria nombroses evasions. Amb posterioritat seria evacuat i a partir de la tardor de 1943 s'integraria en la resistència activa. Es va convertir llavors en cap de la 35a Brigada guerrillera, formada per exiliats republicans espanyols. En l'estiu de 1944 al capdavant de la seva unitat va prendre part en l'alliberament de Gers i Tolosa de Llenguadoc, a més d'altres accions militars. Per les seves accions, els francesos el condecorarien amb la Creu de Guerra i la Medalla de l'Alliberament.
Després de la contesa va dirigir una empresa de transports. Va morir a Anhan l'1 de juny de 1997.
- Courtès, Georges. Le Gers. Dictionnaire biographique de l'Antiquité à nos jours.  Société archéologique et historique du Gers, 1999.
- Engel, Carlos. Historia de las Brigadas Mixtas del Ejército Popular de la República.  Madrid: Almena, 1999. 84-922644-7-0.
- Glass, Charles. They Fought Alone.  Nova York: Penguin Press, 2018.
- Modesto, Juan. Soy del Quinto Regimiento.  Editorial Laia, 1978.
- Pons Prades, Eduardo. Republicanos españoles en la 2.ª Guerra Mundial.  Barcelona: Editorial Planeta, 1975.
- Serrano, Secundino. La última gesta: los repúblicanos que vencieron a Hitler (1939-1945).  Aguilar, 2005.